# Breutelia brevifolia
Breutelia brevifolia är en bladmossart som beskrevs av Theodor Carl Karl Julius Herzog 1916. Breutelia brevifolia ingår i släktet gullhårsmossor, och familjen Bartramiaceae. Inga underarter finns listade i Catalogue of Life.